# Álvar Gimeno
Álvar Gimeno Soria (Valencia, 15 de diciembre de 1997) es un jugador español de rugby que se desempeña como centro.

## Carrera
Gimeno ha desarrollado toda su trayectoria de formación con el CAU Rugby Valencia, prestigioso club valenciano poseedor de una gran fama por la valía de sus canteranos. A los 12 años viajó un semestres a Nueva Zelanda con su familia y jugó en la academia del Burnside RFC proclamándose campeón de liga.
Con 17 años el Complutense Cisneros lo fichó y ese mismo año hace su debut profesional el 26 de septiembre de 2015 en un partido contra el Getxo Artea R.T. en el que el equipo madrileño se impone 53-31. Álvar se convierte así en el jugador más joven en debutar en Division de Honor. 
En 2017 ficha por el VRAC Quesos Entrepinares donde desarrolló de manera sobresaliente su juego llegando a ser valorado como el mejor español de la liga. Con el equipo "Quesero" logró todos los títulos imaginables. En solo dos temporadas se proclamó dos veces campeón de la Liga española y de la Copa Ibérica. También pudo levantar una Supercopa y una Copa de S.M. El Rey. Este último trofeo tuvo un componente de emotividad al disputarse en el Estadio Ciudad de Valencia de la capital que lo vio nacer. 
En julio de 2019 ficha por el club francés AS Béziers Hérault donde consiguió resultados muy notables para un jugador que no poseía el status de jugador JIFF.  
En verano de 2021 retornó a España para jugar de nuevo en el VRAC Quesos Entrepinares el club de sus mayores éxitos y donde sus aficionados lo consideran como una gran estrella.
También fue convocado con el Castilla y León Iberians que compite en la Rugby Europe Super Cup, un torneo para equipos profesionales de naciones en desarrollo.
En verano de 2023, ficha por el Club de Rugby Ciencias de Division de Honor.

## Selección nacional
Gimeno ha sido internacional en las categorías inferiores de la Selección Española y participa en el campeonato de Europa sub-19 " U20 XV Men Championship" donde España se proclama campeona del torneo así como en el mundial "World Trophy U20" en el cual España pierde en la final contra Samoa Rugby Union. Álvar Gimeno hizo su debut internacional con el XV del León al ser seleccionado en la ventana de noviembre ante Tonga el 12 de noviembre de 2016 en un partido que ganaron los tonganos con el marcador final de 13-28 y donde Gimeno salió en los últimos minutos. En 2017 disputa con la Selección Española los partidos del Seis Naciones B contra Georgia, Alemania y Bélgica clasificatorios para el Campeonato del Mundo.

## Palmarés y distinciones notables
Con el VRAC Quesos Entrepinares:
- Liga: 2017/2018[4] y 2018/2019

- Copa del Rey: 2017/2018[5]

- Supercopa: 2017/2018

- Copa Ibérica: 2017/2018 y 2018/2019